# Cathédrale Saint-Sauveur de Bruges
Cette  cathédrale n’est pas la seule cathédrale Saint-Sauveur.
La cathédrale Saint-Sauveur (en néerlandais : Sint Salvatorskathedraal) est un édifice religieux catholique qui se situe à Bruges, en Belgique. Bâtie au Xe siècle elle est la plus ancienne église de Bruges. D'abord église paroissiale, elle devint le siège de l'évêché de Bruges au début du XIXe siècle, après la destruction de la cathédrale Saint-Donatien lors de l'occupation française en 1799. Elle est dédiée au saint Sauveur (Jésus-Christ).

## Histoire
En 1478, les chevaliers de la Toison d'or se réunissent dans l'église Saint-Sauveur après la mort de Charles le Téméraire, pour élire son successeur.

## Architecture
Imposant édifice gothique, en brique, la cathédrale est flanquée d'une tour-clocher haute de 79 mètres, dont le couronnement a été achevé entre 1846 et 1849 en néoroman par un architecte anglais, Robert Dennis Chantrell (en).

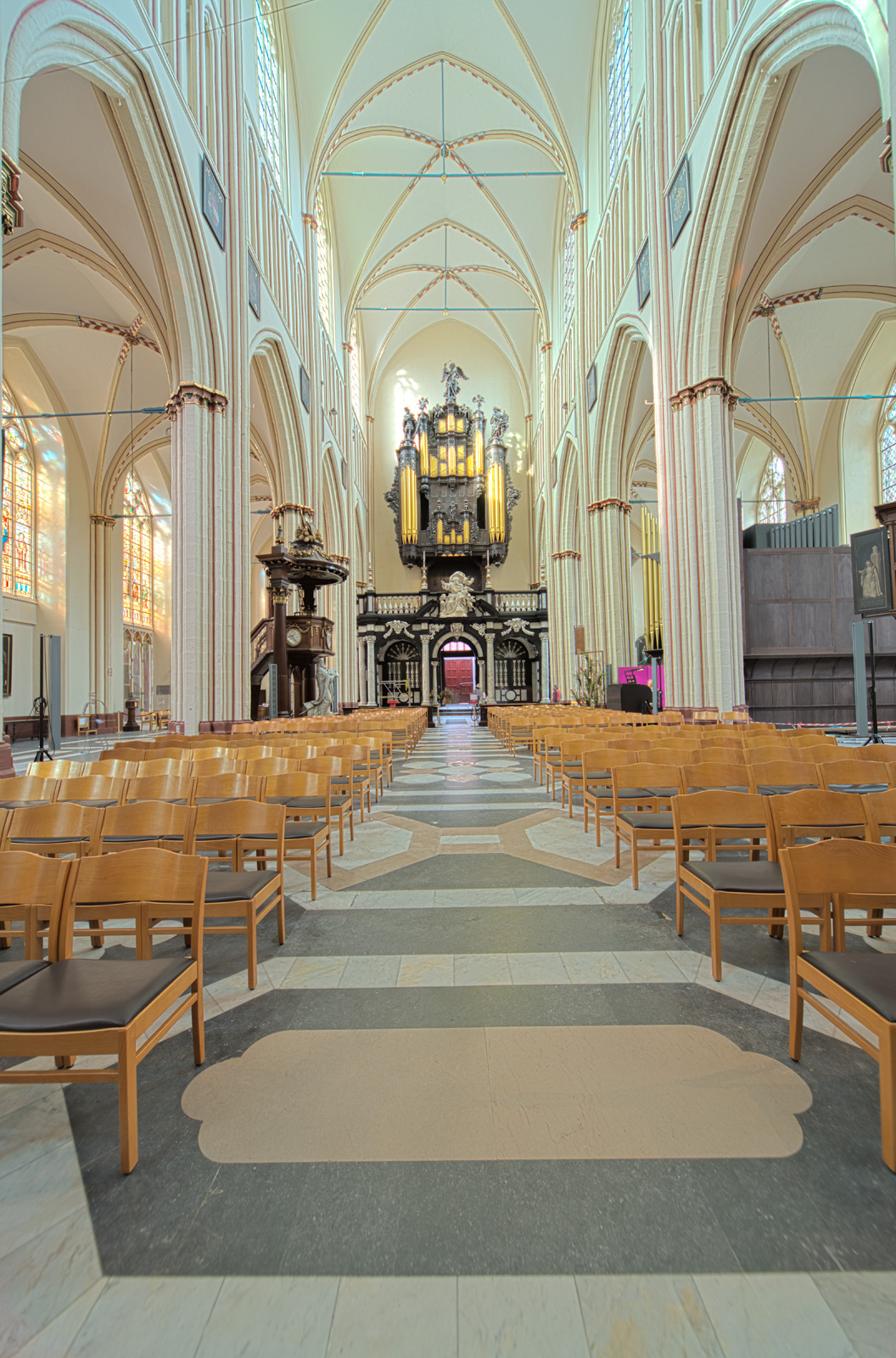
L'intérieur, vue de la nef (restaurée).
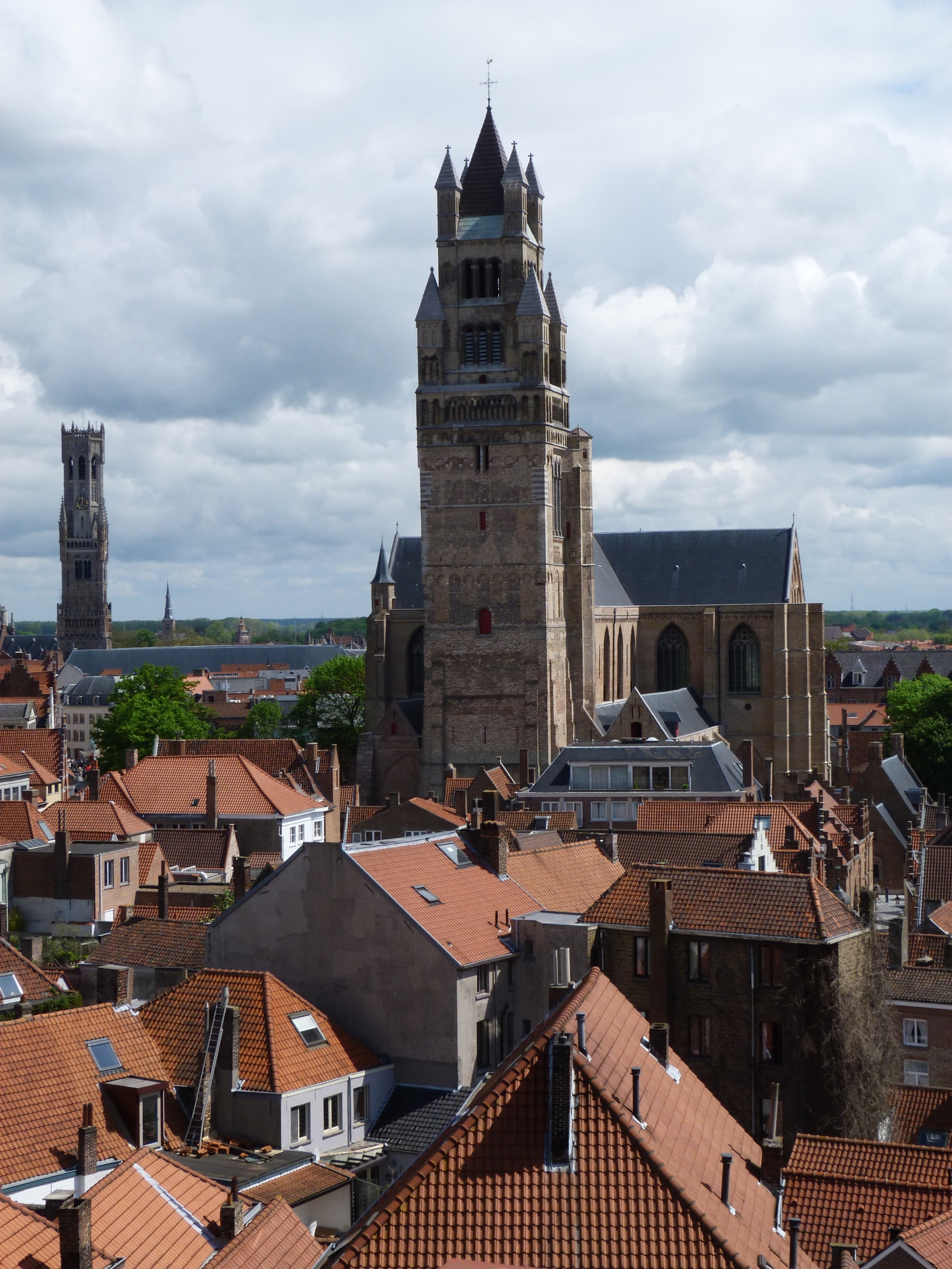
La tour de la cathédrale, avec le beffroi de Bruges à gauche.

## Patrimoine

### Dans l'église
Bien que victime de plusieurs incendies, la cathédrale Saint-Sauveur n'en conserva pas moins de nombreuses œuvres d'art.
- Six tapisseries de Bruxelles de 1731 sont suspendues dans le chœur, au-dessus des quarante-huit stalles gothiques (1430) qui le meublent.
- Châsse en argent de saint Éloi du XVIIe siècle.
- L’autel est précédé de la châsse de Charles le Bon, œuvre de Jean-Baptiste Bethune en 1883 et est entouré des mausolées en marbre blanc et noir de Mgr Hendrik-Jozef van Susteren et de Mgr Jean-Baptiste de Castillon. Ils furent réalisés par Hendrik Pulinx (nl) au cours du XVIIe siècle et proviennent de l'ancienne cathédrale.
- L’autel en marbre de 1636 est surmonté d’une peinture de la Résurrection.
- Dans le transept sont exposés les cartons des tapisseries peints par Jean van Orley (1665-1735).
- Le jubé (1679) est surmonté d’une statue de Dieu le Père exécutée par Artus Quellinus le Jeune (et parfois attribuée à son fils Arnold Quellin) en 1682.

### Au 'Trésor de la cathédrale'
Le Trésor, installé dans le bâtiment du chapitre, est constitué essentiellement de peintures, notamment de Dirk Bouts, et abrite des œuvres d'art provenant de l'ancienne cathédrale Saint-Donatien et d'anciens couvents de Bruges :
- Le Calvaire des tanneurs ou des corroyeurs, (vers 1420), anonyme ;
- Crucifixion avec donateur, (milieu du XVe siècle), anonyme ;
- Triptyque du martyre de saint Hippolyte, (vers 1475), Dirk Bouts et Hugo van der Goes ;
- Le Triptyque de la Cène, (vers 1559), Pieter Pourbus.

### Le grand orgue

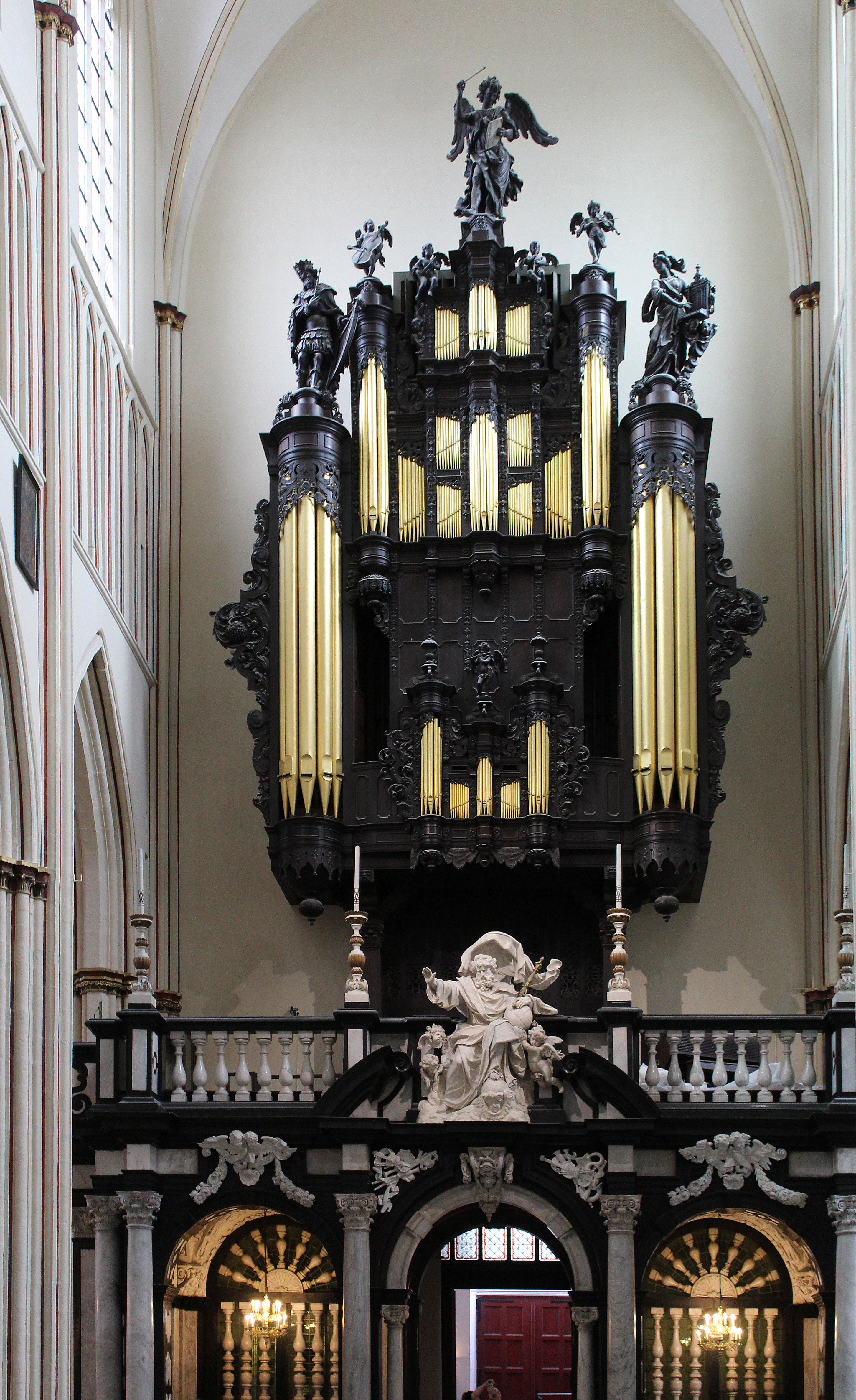
Le grand orgue.

L'orgue a été construit vers 1717-19 par le facteur Jacob Van Eynde (nl). En 1935, afin de permettre un agrandissement important, l'orgue est déménagé sur la tribune de la nef par la maison Klais de Bonn. Le buffet du grand orgue est alors flanqué de deux imposantes tourelles de pédale et la console est remplacée. En 1988, le facteur Frans Loncke & fils de Zarren effectue une révision et une extension de l'orgue. Depuis, l'entretien est la responsabilité des facteurs Paul Andriessen & Anneessens. L'instrument comporte 60 jeux, 3 claviers manuels et un pédalier avec transmissions électro-pneumatiques.
Composition
| Positif 56 notes    |
| Holpijp 8'          |
| Prestant 4'         |
| Fluit 4'            |
| Oktaaf 2'           |
| Terts 1 3/5'        |
| Kleine Kwint 1 1/3' |
| Stemmeke 1'         |
| Cimbel II           |
| Vulwerk III         |
| Kromhoorn 8'        |
| I. Positif haut     |
| Gedekt 8'           |
| Principaal 8'       |
| Oktaaf 4'           |
| Gemshoorn 4'        |
| Nazard 2 2/3'       |
| Woudfluit 2'        |
| Mixtuur III         |
| Schalmei 8'         |

| Grand Orgue 56 notes |
| Gedekt 16'           |
| Prestant 8'          |
| Roerfluit 8'         |
| Gamba 8'             |
| Oktaaf 4'            |
| Fluit 4'             |
| Nazard 2 2/3'        |
| Oktaaf 2'            |
| Nachthoorn 2'        |
| Sesquialter II       |
| Vulwerk IV           |
| Scherp III           |
| Solo Cornet V        |
| Pommer 16'           |
| Trompet 8'           |
| Klaroen 4'           |

| Récit Expressif 56 notes |
| Roergedekt 8'            |
| Grote Fluit 8'           |
| Gamba 8'                 |
| Zweving 8'               |
| Kwintadeen 8'            |
| Principaal 4'            |
| Dwarsfluit 4'            |
| Oktaaf 2'                |
| Echocornet III-V         |
| Cimbel II                |
| Dulciaan 16'             |
| Trompet 8'               |
| Hobo 8'                  |

| Pédale 30 notes |
| Principaal 16'  |
| Gedekt 16'      |
| Zachtbas 16'    |
| Kwint 10 2/3'   |
| Oktaaf 8'       |
| Fluit 8'        |
| Oktaaf 4'       |
| Gedekt 4'       |
| Cimbel II       |
| Ruispijp III-IV |
| Bazuin 16'      |
| Trompet 8'      |
| Schalmei 4'     |

Un nouveau grand orgue équipe depuis 2023 la cathédrale 

## Galerie

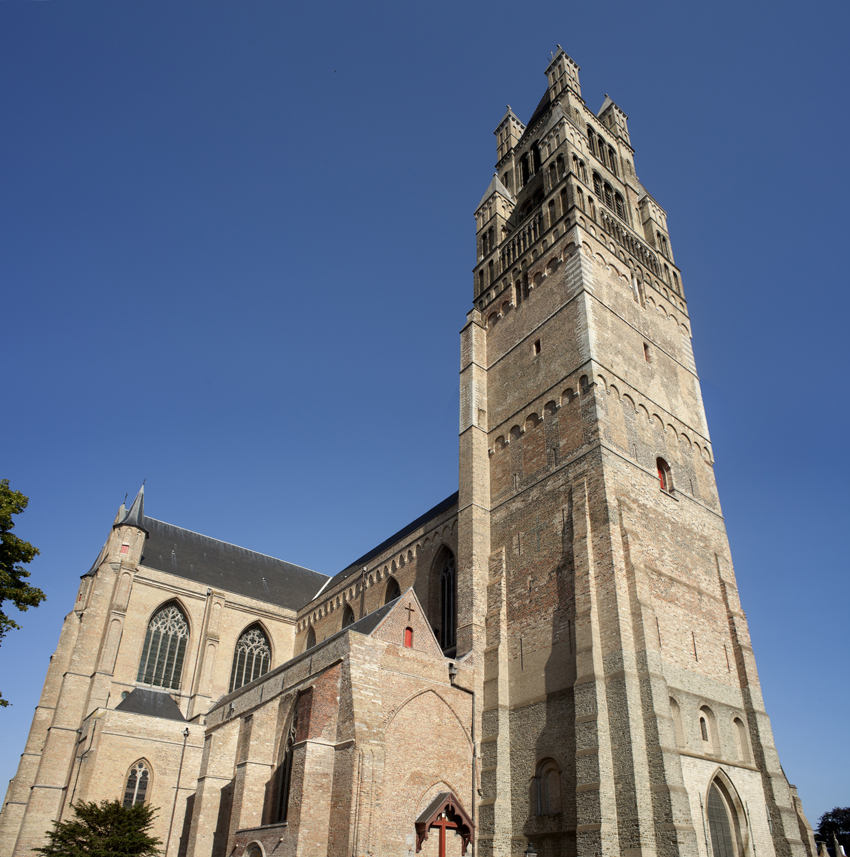
La tour-narthex.
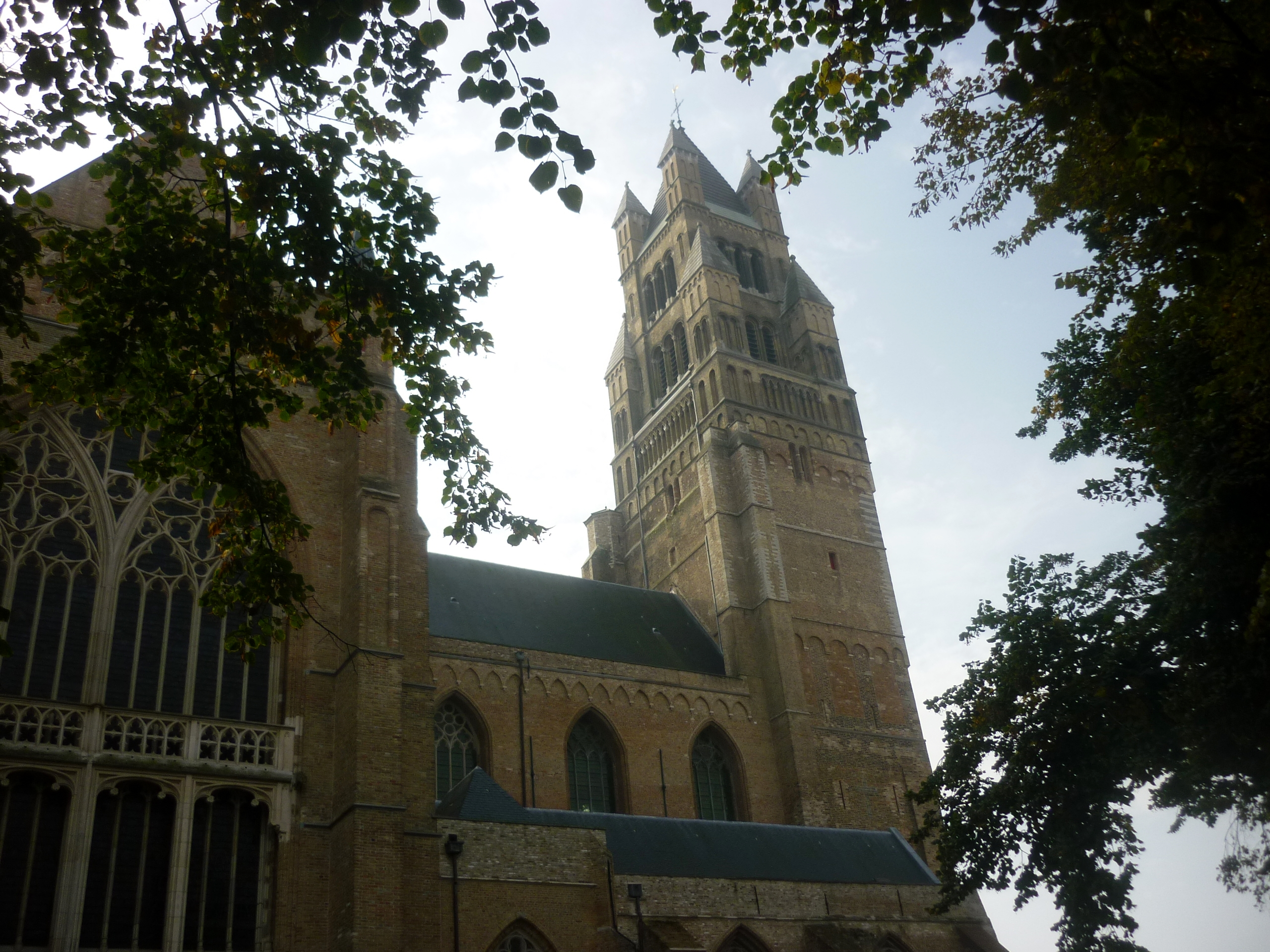
Vue de côté, avec la façade du transept.
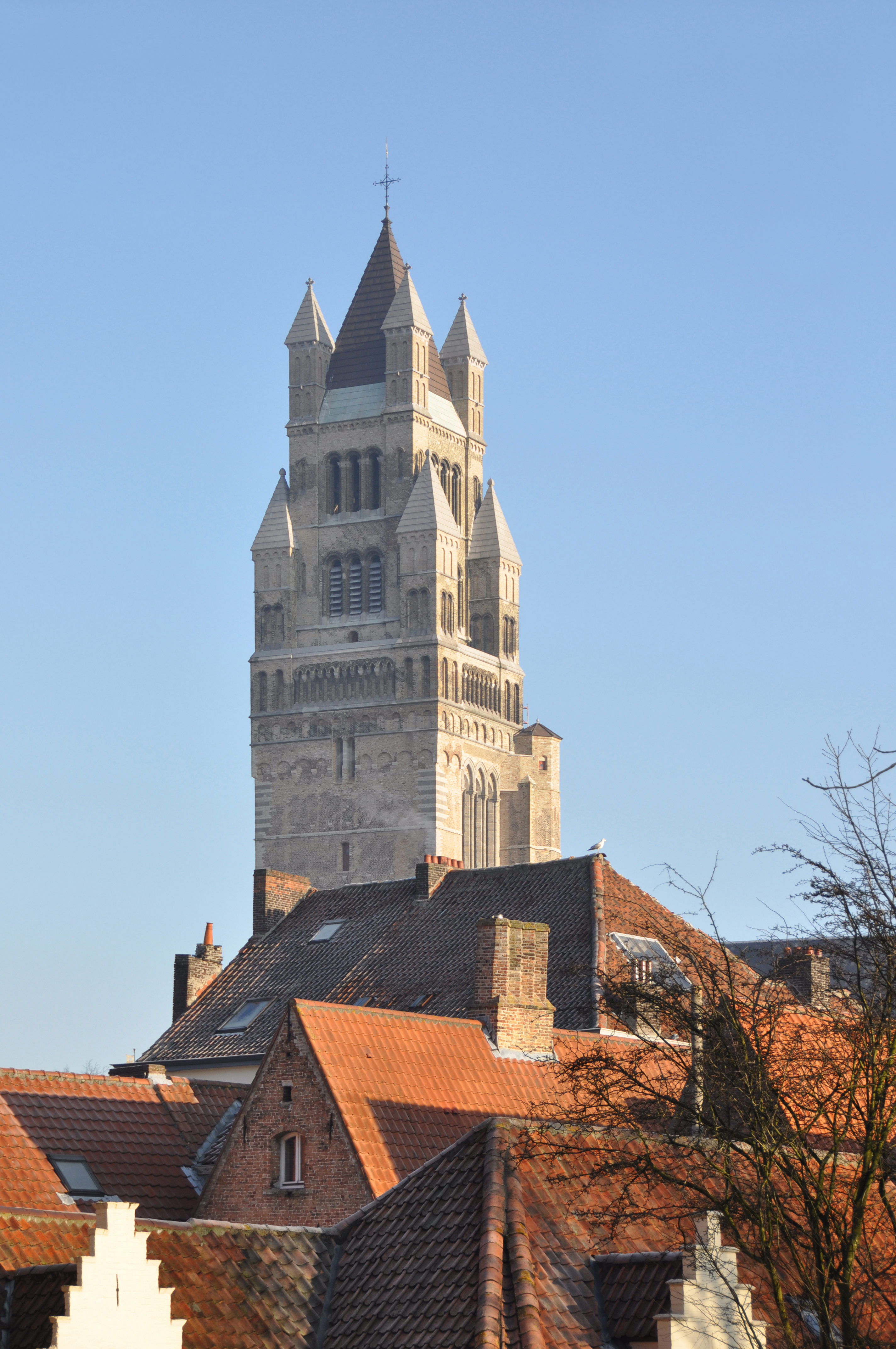
Le haut de la tour, dépassant des toits de Bruges.
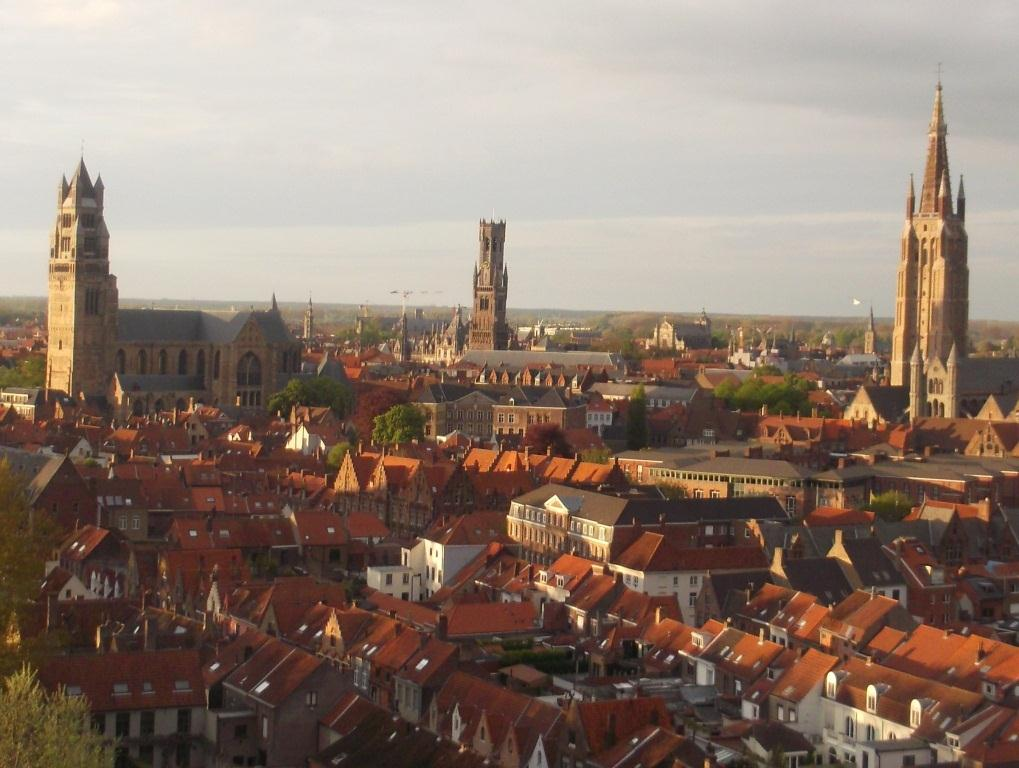
Les trois tours de Bruges: la cathédrale Saint-Sauveur, le beffroi et l'église Notre-Dame.
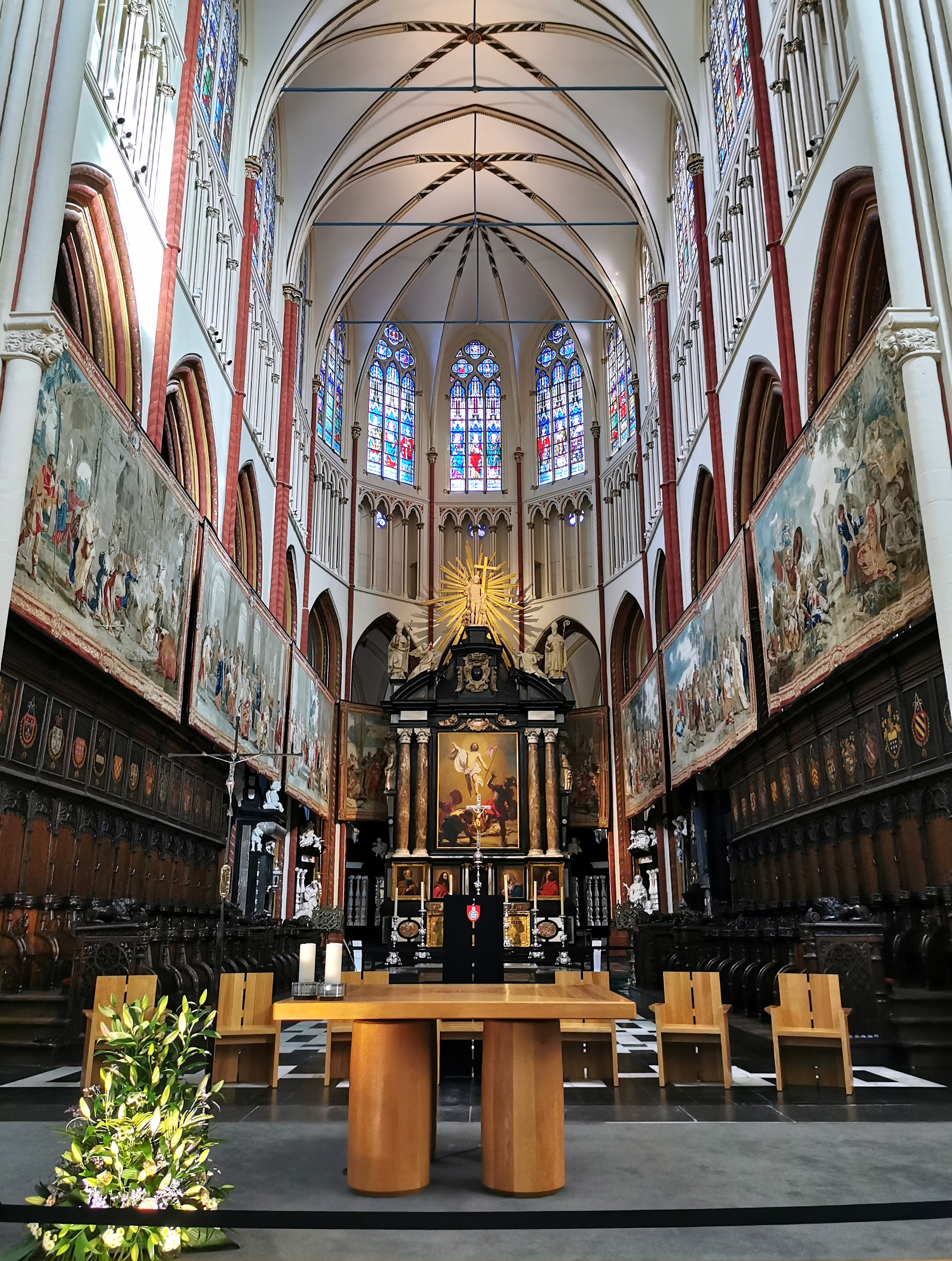
Le chœur avec ses tapisseries.
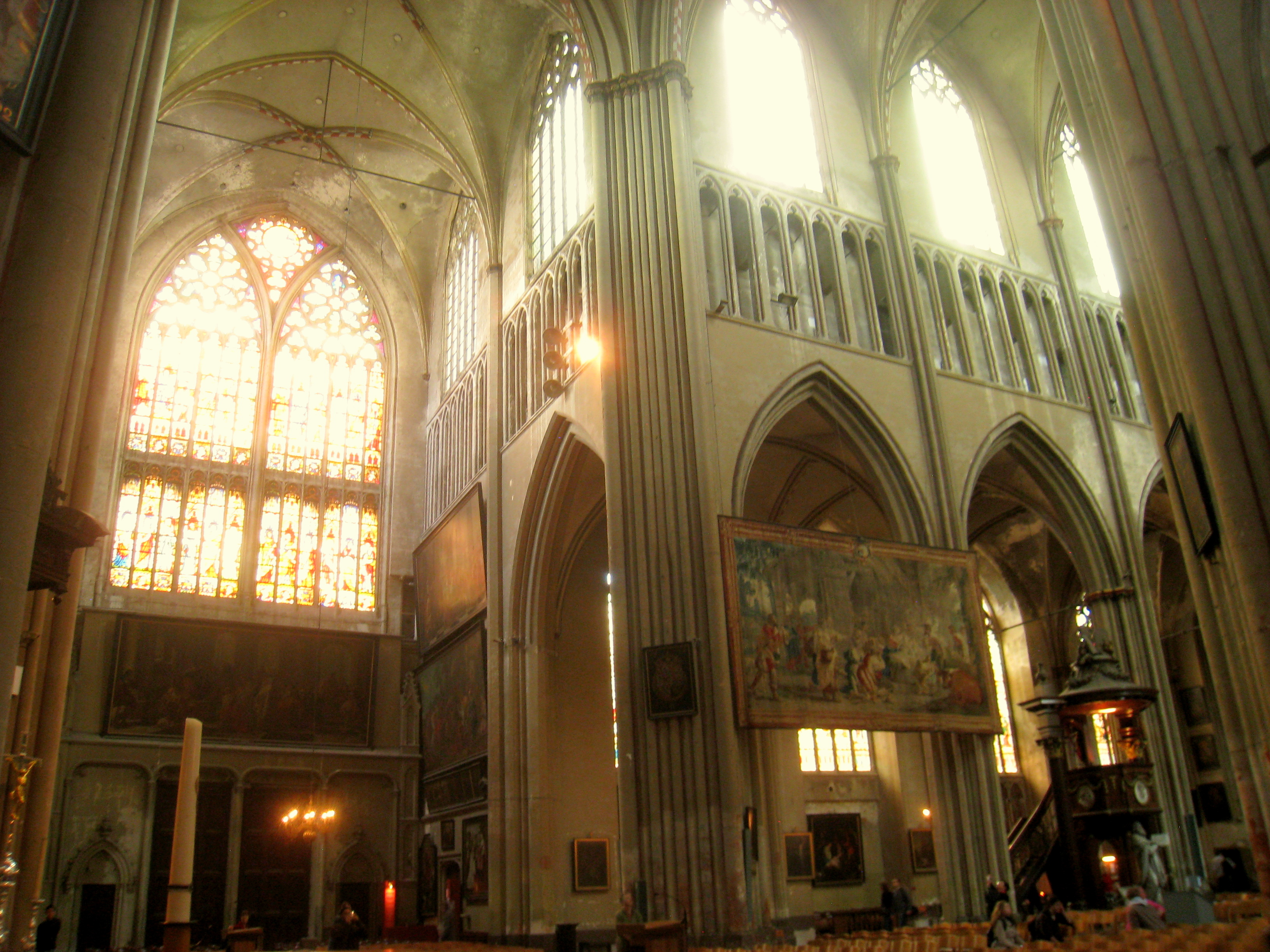
Le transept.
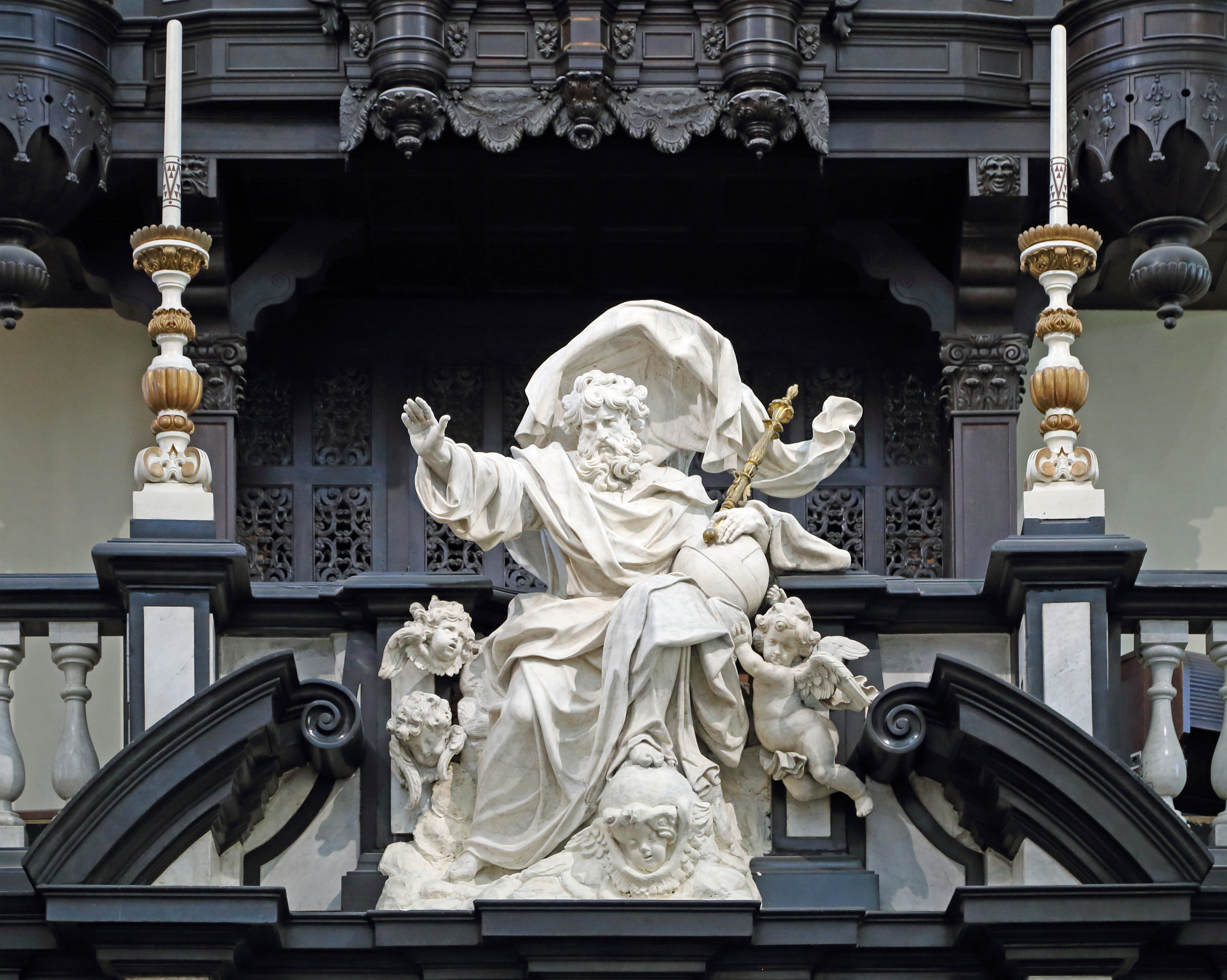
Statue de Dieu le Père par Artus Quellinus le Jeune.
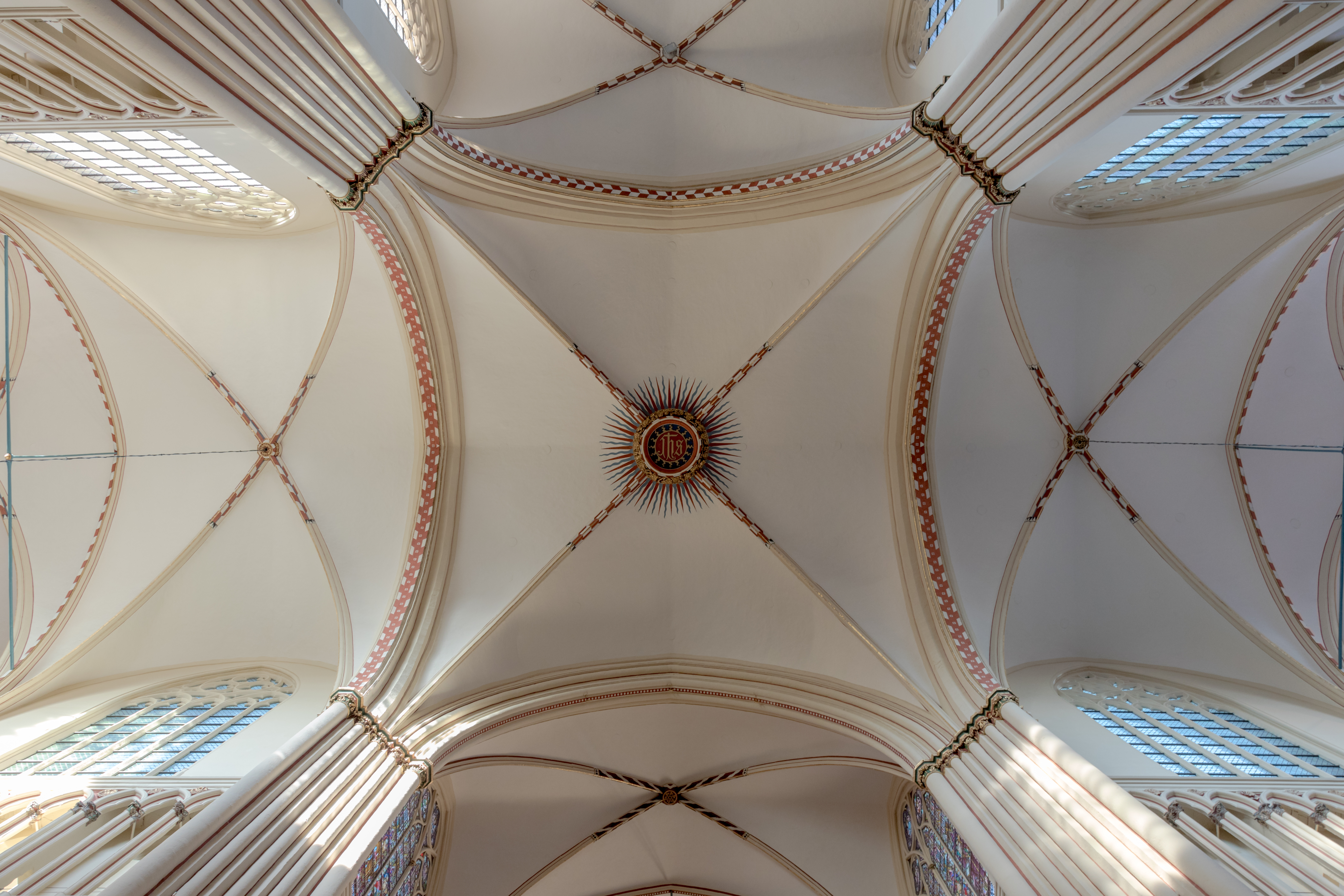
Le plafond de la cathédrale Saint-Sauveur de Bruges. Août 2018.